# K nebu leti, pjesmo moja
K nebu leti, pjesmo moja je smotra pučkih marijanskih pjesama koja se održava jednom godišnje u župnoj crkvi sv. Martina biskupa u Bošnjacima. Organizira ih mjesno Kulturno-umjetničko društvo „Branimir“. Prva je održana 2008. godine. Do danas su na smotri sudjelovali uz domaće i pjevačke skupine iz Bukovlja-Vranovaca, Petrovaca, Zadubravlja, Podcrkavlja, Davora, Cvelferije i dr.

## Vanjske poveznice
- Župa Bošnjaci na Facebooku